# Mărăcineni (Buzău)
Mărăcineni è un comune della Romania di 7 901 abitanti, ubicato nel distretto di Buzău, nella regione storica della Muntenia.
Il comune è formato dall'unione di 3 villaggi: Căpățînești, Mărăcineni, Potoceni.
Mărăcineni si trova nelle immediate vicinanze di Buzău e nel periodo tra il 1960 e il 1968 ne fece amministrativamente parte.